# Mecynopus cothurnatus
Mecynopus cothurnatus är en skalbaggsart som beskrevs av Wilhelm Ferdinand Erichson 1842. Mecynopus cothurnatus ingår i släktet Mecynopus och familjen långhorningar. Inga underarter finns listade i Catalogue of Life.